# Харамильо, Маурисио
Хайме Альберто Парра (Jaime Alberto Parra; род. 1952, Ла-Макарена, Колумбия) — высокопоставленный командир Революционных вооружённых сил Колумбии (FARC), также известный как Эль-медико (медик). Парра стал одним из членов Секретариата FARC в марте 2008 года, заменив Ивана Риоса. По данным колумбийских властей Парра был ответственным за медицинскими объектами FARC в джунглях, а также за организацию обучения медицинского персонала, в частности санитаров для FARC. Так же был личным врачом командира Мануэля Маруланды.

## Биография
В 1975 поступил на медицинский факультет в Национальный университет Колумбии. Отучившись около двух лет, с помощью Коммунистической партии Колумбии Парра смог переехать на Кубу, где и закончил свое образование. После этого, снова прибывает в Колумбию и в 1980 году вступает в FARC, впоследствии он стал членом Секретариата и одним из членом Высшего командования повстанцев. В 1993 году Парра был выбран в качестве возможного преемника лидера партизан Ивана Риоса.
По сообщениям колумбийской разведки Парра считается одним из лидером партизан, не имеет постоянного лагеря, не прерывно участвует на всех фронтах. Так же участвовал в партизанских нападений на города Миту и Мирафлорес.
В качестве одного из самых важных представителей этой организации в мирный процесс с правительством Колумбии Парра признал в средствах массовой информации, что похищение было ошибкой FARC.
В 2012 году он был направлен в качестве делегата для реализации предварительных договоренностей на переговорах в Гаване, став одним из самых важных представителей этой организации во время мирного процесса с колумбийским правительством, Парра признал в СМИ, что похищение было ошибкой РВСК-НА.

## Политическая траектория
С момента создания в 2017 году партии Fuerza Alternativa Revolucionaria del Común он является её членом, занимая 7-е место в списке из 111 членов её национального руководства. В своей политической жизни он не был заметен, если не считать его признаний в военных преступлениях, таких как похищение гражданских лиц, за которые ему пришлось предстать перед Специальным судом мира (JEP), и в практике принудительных абортов женщин-партизанок, в которой его обвиняют в том, что он был главным организатором.
Что касается последнего обвинения, то организация «Corporación Rosa Blanca», созданная девушками и молодыми женщинами, завербованными РВСК-НА, обвиняет его в том, что он несет главную ответственность за тысячи абортов, практикуемых этой партизанской группой.